# Winterstown
Winterstown és una població dels Estats Units a l'estat de Pennsilvània. Segons el cens del 2000 tenia 546 habitants.

## Demografia
Segons el cens del 2000, Winterstown tenia 546 habitants, 207 habitatges, i 162 famílies. La densitat de població era de 90,5 habitants per km².
Dels 207 habitatges en un 33,8% hi vivien nens de menys de 18 anys, en un 66,2% hi vivien parelles casades, en un 7,7% dones solteres, i en un 21,3% no eren unitats familiars. En el 15,5% dels habitatges hi vivien persones soles el 5,8% de les quals corresponia a persones de 65 anys o més que vivien soles. El nombre mitjà de persones vivint en cada habitatge era de 2,64 i el nombre mitjà de persones que vivien en cada família era de 2,93.
Per edats la població es repartia de la següent manera: un 23,4% tenia menys de 18 anys, un 7% entre 18 i 24, un 33,3% entre 25 i 44, un 25,1% de 45 a 60 i un 11,2% 65 anys o més.
L'edat mediana era de 37 anys. Per cada 100 dones de 18 o més anys hi havia 101,9 homes.
La renda mediana per habitatge era de 45.625$ i la renda mediana per família de 47.917$. Els homes tenien una renda mediana de 33.523$ mentre que les dones 23.583$. La renda per capita de la població era de 19.934$. Entorn del 3,6% de les famílies i el 4,6% de la població estaven per davall del llindar de pobresa.

## Poblacions més properes
El següent diagrama mostra les poblacions més properes.